# Rampi jezik
Rampi jezik (ISO 639-3: lje; ha’uwa, leboni, rampi-leboni), austronezijski jezik koji se govori u središnjem (5 700 govornika) i južnomn Celebesu (2 300 govornika), Indonezija. Preko dvadeset sela.
Postoje dva dijalekta rampi (lambu) i rato. Nekada je bio podklasificiran podskupini pamona, a danas južnoj podskupini kaili-pamonskih jezika. Piše se latinicom.

## Vanjske poveznice
- Ethnologue (14th)
- Ethnologue (15th)